# Paradelphomyia umbrosa
Paradelphomyia umbrosa är en tvåvingeart som först beskrevs av Edwards 1916.  Paradelphomyia umbrosa ingår i släktet Paradelphomyia och familjen småharkrankar. Inga underarter finns listade i Catalogue of Life.